# از اوقات فراغت چگونه استفاده کنیم: رنگ‌زنی
از اوقات فراغت چگونه استفاده کنیم: رنگ‌زنی فیلم کوتاهی به‌کارگردانی و نویسندگی عباس کیارستمی است که در سال (۱۳۵۶ خورشیدی) تولید شد. این فیلم، ضمن اشاره به چگونگی گذراندن اوقات فراغت کودکان، مراحل مختلف رنگ‌آمیزی را به آنها می‌آموزد.

## خلاصه داستان
این فیلم، که به شیوهٔ مستند-داستانی آموزشی ساخته شده‌است، داستان نوجوانی به نام را روایت می‌کند که نمی‌داند در اوقات فراغت خود باید چه کرد. در خانهٔ حسن دری کهنه هست که رنگ آن پوسیده‌است و پدر او به علت مشکل مالی یا عدم توافق با نقاش نتوانسته‌است آن را رنگ بزند. حسن رنگ‌زنی را با نقاشی کردن وسایل مستعمل خانه آغاز می‌کند. راوی فیلم نیز با نمایش تصاویری و نمایش اطلاعات فنی رنگ‌زنی را به دو شیوهٔ سنتی و مدرن به کودکان و نوجوانان آموزش می‌دهد.